# Parabothus taiwanensis
Parabothus taiwanensis är en fiskart som beskrevs av Amaoka och Shen, 1993. Parabothus taiwanensis ingår i släktet Parabothus och familjen tungevarsfiskar. Inga underarter finns listade i Catalogue of Life.